# Le Jeune Imam
Pour plus de détails, voir Fiche technique et Distribution.
Le Jeune Imam est un film dramatique français réalisé par Kim Chapiron et sorti en 2023. Produit par Srab Films, Lyly Films, Kallouche Cinéma et 7Ciel, le film est écrit par Ladj Ly, Kim Chapiron, Ramzi Ben Sliman et Dominique Baumard. Il s'inspire de faits réels,.

## Synopsis
À 14 ans, Ali est un adolescent à la dérive. Sa mère qui l'élève seule ne trouve d'autres solutions que de l'envoyer au village au Mali pour finir son éducation. Douze ans plus tard, Ali revient. Malgré les doutes de sa mère auprès de qui il est prêt à tout pour briller, il devient l'imam de la cité.
Adulé de tous et poussé par ses succès, Ali décide d'aider les fidèles à réaliser le rêve de tout musulman : faire le pèlerinage à La Mecque.

## Fiche technique
Sauf indication contraire, les informations mentionnées dans cette section peuvent être confirmées par les bases de données cinématographiques IMDb et Allociné,  présentes dans la section « Liens externes ».
- Titre original : Le Jeune Imam
- Réalisation : Kim Chapiron
- Scénario : Ladj Ly, Kim Chapiron, Ramzi Ben Sliman et Dominique Baumard
- Musique : Pink Noise, Magou Samb et La Mosa
- Décors : Karim Lagati
- Costumes : Fabienne Menguy
- Photographie : Sylvestre Dedise
- Montage : Flora Volpelière, Benjamin Weill et Esther Lowe
- Production : Toufik Ayadi, Christophe Barral et Ladj Ly
- Sociétés de production : Lyly Films, Srab Films et Septième Ciel ; coproduit par Eskwad, Kallouche Cinéma, Les Films Velvet et Rectangle Productions ; avec le soutien du CNC, de la région Île-de-France, avec la participation du Fonds Images de la Diversité et l'agence nationale de la cohésion des territoires ; en association avec Cinémage 16, Indéfilms 10, Cinéaxe 3, Palatine Étoile 19 et SG Image 2020
- Sociétés de distribution : Le Pacte (France), Wild Bunch (international)
- Budget : n/a
- Pays de production :  France
- Langue originale : français
- Genre : drame
- Durée : 98 minutes
- Dates de sortie :
  - France : 10 mars 2023 (festival « Pluriel.les »[3]) — 26 avril 2023 (en salles)

## Distribution
Sauf indication contraire, les informations mentionnées dans cette section peuvent être confirmées par la base de données cinématographiques Allociné,  présente dans la section « Liens externes ».
- Abdulah Sissoko : Ali
- Hady Berthe : Mme Diallo, la mère d'Ali
- Issaka Sawadogo : Boubakar
- Anta Diaw : Imane, la sœur d'Ali
- Moussa Cissé : Corona
- Rebecca Brou : Bintou, la seconde sœur d'Ali
- Fathi Achour Tani : Bilel
- Nordine Hassani : Imam Abdelaziz
- Anissa Carlier : Hakima

## Production

### Tournage
Le tournage se déroule en août 2021 en Seine-Saint-Denis, notamment à Montfermeil.

## Accueil

### Accueil critique
En France, le site Allociné donne la note de 2,9⁄5, après avoir recensé 16 critiques de presse.
Pour Caroline Vié (20 Minutes), « Abdulah Sissoko est époustouflant dans le rôle-titre d’un garçon brillant partagé entre le désir de bien gagner sa vie en rendant sa mère fière et celui de diriger sa communauté avec fermeté et souplesse. ».
Pour Nicolas Schaller (L'Obs), ce film, « coécrit par Ladj Ly (Les Misérables) à partir d’histoires vraies d’arnaques au pèlerinage à La Mecque », « pose un regard salutaire, sans œillères – et que l’on devine très juste – sur la cité, sa jeunesse et ses musulmans, stigmatisés à longueur de journée par les chaînes d’info. ».
Pour Stéphane Joby (Le Journal du dimanche), avec « audace et nuance, jusque dans son titre qui aura un effet repoussoir sur certains spectateurs, Kim Chapiron filme un islam simple, moderne et humaniste sans pour autant l’enjoliver. ».
Christophe Caron (La Voix du Nord), parle d'une œuvre qui brosse le « portrait captivant d’un prêcheur ambivalent ». Si pour lui, la réalisation peut être un peu frileuse, le cinéaste n'évite pas de s'attarder sur « les sujets sensibles : le fossé générationnel, le business des pèlerinages, le poids des traditions, l’influence des réseaux sociaux… ». Autre point positif, le film décrit un islam des cités non tourné vers le fondamentalisme.
Pour Jacques Mandelbaum (Le Monde), Le Jeune Imam « s’inspirant de plusieurs faits divers sur des arnaques de voyage à La Mecque, en Arabie saoudite, le film donne de l’islam en France une image de l’intérieur, empreinte d’évidence, plus triviale et apaisée que d’ordinaire, d’ordre dirait-on anthropologique. ».
Pour Benjamin Locoge (Paris Match), « Kim Chapiron se tire habilement d’un sujet complexe » et réalise un « très beau film sur la relation mère-fils dans le monde musulman ».
Thierry Chèze (Première) estime qu'en ne cherchant pas « à se faire chroniqueur sociétal et [en privilégiant] le prisme de l’intime », le cinéaste a réussi à faire un film qui parle avant tout de la relation, parfois difficile, qui unit une mère et son fils. Le film parle d'un islam moderne, récepteur aux problématiques de son temps. Une ambivalence se dégage alors autour du personnage principal : « sincère ou machiavélique ? Sincèrement touché par la foi ou uniquement mû par son intérêt ? ». Le réalisateur refuse « toute facilité manichéenne » et laisse « le spectateur se faire une opinion sur son personnage central ».
Pour Marie Sauvion (Télérama), « entre l’éducation africaine trop vite ellipsée, le business de la religion au temps de YouTube et le récit d’une arnaque inspiré de faits réels, Kim Chapiron (Sheitan) entrouvre des portes au pas de charge, sans que l’on sache très bien vers quoi il fonce. ».

### Box-office
Pour son premier jour d'exploitation en France, Le Jeune Imam a réalisé 25 117 entrées, dont 2 332 en avant-premières, pour un total de 533 séances proposées. En comptant pour ce premier jour les avant-premières, le film se positionne en seconde place du box-office des nouveautés pour sa journée de démarrage, derrière Notre tout petit petit mariage (37 724) et devant Quand tu seras grand (12 232).
Au bout d’une première semaine d’exploitation dans les salles françaises, le long-métrage totalise 86 176 entrées, pour un total de 3 673 séances proposées. Si l'on ne tient pas compte des avant-premières, alors le long-métrage se positionne en onzième place au box-office hebdomadaire, derrière Suzume (94 275) et devant Le Royaume de Naya (70 713).
| Pays ou région | Box-office      | Date d'arrêt du box-office | Nombre de semaines |
| -------------- | --------------- | -------------------------- | ------------------ |
| France         | 148 371 entrées | 20 juin 2023               | 8                  |
| Total mondial  | 1 039 827 $     | -                          | -                  |

## Distinctions

### Récompenses
- Festival Pluriel.les 2023[18],[19] :
  - Meilleur film
  - Meilleur premier rôle
  - Meilleur second rôle

## Analyse
Cette fiction se déroule dans le cadre de l'Islam tel que vécu au quotidien par des Français qui le pratiquent avec simplicité sans que cela soit médiatisé comme peuvent l'être le terrorisme ou l'endoctrinement extrémiste. Le jeune Imam en question se veut moderne, utilise les réseaux sociaux, et il est un personnage complexe, dont on peut se demander s'il est un religieux authentique ou un opportuniste tenté par la célébrité.